# George William Lamplugh
George William Lamplugh  (* 8. April 1859 in Driffield; † 9. Oktober 1926) war ein britischer Geologe und Geograph.

## Leben
Zunächst beschäftigte er sich nur in seiner Freizeit als Amateur mit Geologie und war ein erfolgreicher Geschäftsmann in Yorkshire.
Ab 1892 war er auf Einladung von Archibald Geikie beim Geological Survey von Großbritannien, wo er 1901 die Leitung für Irland übernahm und 1914 als stellvertretender Direktor für die gesamte Feldarbeit zuständig war. 
Er befasste sich mit eiszeitlichen Ablagerungen, zunächst in seiner Heimat, der Hafenstadt Bridlington (wo Meeresböden vom Eis aufgeschoben wurden), später auch im übrigen Großbritannien und im Ausland, z. B. in Kanada, Spitzbergen und Alaska. Außerdem befasste er sich mit mesozoischer Stratigraphie (Speeton Clay, Unterkreide) und regionaler Geologie der Isle of Man und von Irland.
Er war Fellow der Royal Society. 1925 erhielt er die Wollaston-Medaille der Geological Society of London, deren Präsident er zeitweise war. Der Lamplugh-Gletscher in Alaska und die Lamplugh-Insel in der Antarktis sind nach ihm benannt.

## Schriften
- Geology of the Isle of Man, London 1903 (mit petrographischem Anhang von William Whitehead Watts)